# Patrick Keeler
James Patrick Keeler (West Harrison, 6 ottobre 1975) è un batterista statunitense, noto per essere il batterista dei Greenhornes e dei Raconteurs.

## Discografia
- The Greenhornes - Gun For You (1999)
- The Greenhornes - The Greenhornes (2001)
- The Greenhornes - Dual Mono (2002)
- Loretta Lynn - Van Lear Rose (2004)
- The Greenhornes - East Grand Blues EP (2005)
- The Dirtbombs - If You Don't Already Have a Look (2005)
- The Greenhornes - Sewed Soles (2005)
- The Raconteurs - Broken Boy Soldiers (2006)
- The Raconteurs - Consolers of the Lonely (2008)
- The Greenhornes - ★★★★ (2010)
- Jack White - Blunderbuss (2012)
- Jack White - Lazaretto (2014)